# Jarmila Kröschlová
Jarmila Kröschlová (19. března 1893, Praha – 9. ledna 1983, Praha) byla česká tanečnice a choreografka. Po druhé světové válce se věnovala výuce pohybové výchovy.

## Život
Narodila se na Novém Městě pražském v protestantské rodině jako pátá ze šesti dcer pražského velkoobchodníka Aloise Kröschela a jeho manželky Boženy Marešové
, nejmladší ze sourozenců byl bratr Alois (* 1899).
V mládí onemocněla tuberkulózou. V letech 1912–1914 se léčila na italské Riviéře. Po návratu studovala v letech 1916–1918 rytmickou gymnastiku podle metody Émile Jaques-Dalcroze v pražském česko-německém Spolku Jaques-Dalcroze a pohybovou gymnastiku podle Bess Mensendieck u PhDr. Heleny Vojáčkové. V letech 1919–1921 pak pokračovala ve studiu přímo ve školách Émile Jaques-Dalcroze v Ženevě a v Drážďanech-Hellerau. V roce 1921 měla první veřejné vystoupení Mluva pohybu, s nímž vystoupila v Římě, Florencii, Ženevě, Praze a v Hellerau.
V letech 1921–1923 působila v Ústavu Jaques-Dalcroze v Hellerau jako pedagog. V roce 1923 založila vlastní Skupinu Jarmily Kröschlové, kterou vedla až do roku 1947.
V roce 1924 se vdala za historika umění Dr. Oskara Schürera , v roce 1926 se jim narodila dcera Eva († 2019), v dospělosti rovněž choreografka a docentka DAMU, která působila mezi lety 1939 až 1949 ve Skupině Jarmily Kröschlové. Manželé se rozvedli v roce 1939.
Od roku 1927 spolupracovala s celou řadou divadel, například: Moderní studio, Osvobozené divadlo, Národní divadlo, Národní divadlo Brno, divadlo Dada, divadla v Kolíně, Mostě nebo v Trutnově. Spolupracovala s režiséry E. F. Burianem, Jiřím Frejkou, K. H. Hilarem a Jindřichem Honzlem.
Od roku 1931 vedla Studio pohybové a taneční výchovy. To fungovalo na různých místech až do roku 1959, kdy jej přebrala Osvětová beseda a posléze Kulturní dům hl. m. Prahy.
Během druhé světové války se podílela na činnosti Petičního výboru Věrni zůstaneme. V této době se ve své práci inspirovala lidovými motivy. V tomto duchu pokračovala i po válce ve spolupráci s Miroslavem Venhodou.
Od roku 1947 do roku 1958 působila na Divadelní fakultě AMU, v roce 1951 se stala docentkou.
Naposledy vystoupila na veřejnosti v roce 1970.
Zemřela v roce 1983.
Její sestra Naďa Kröschlová byla rovněž tanečnicí.

## Dílo

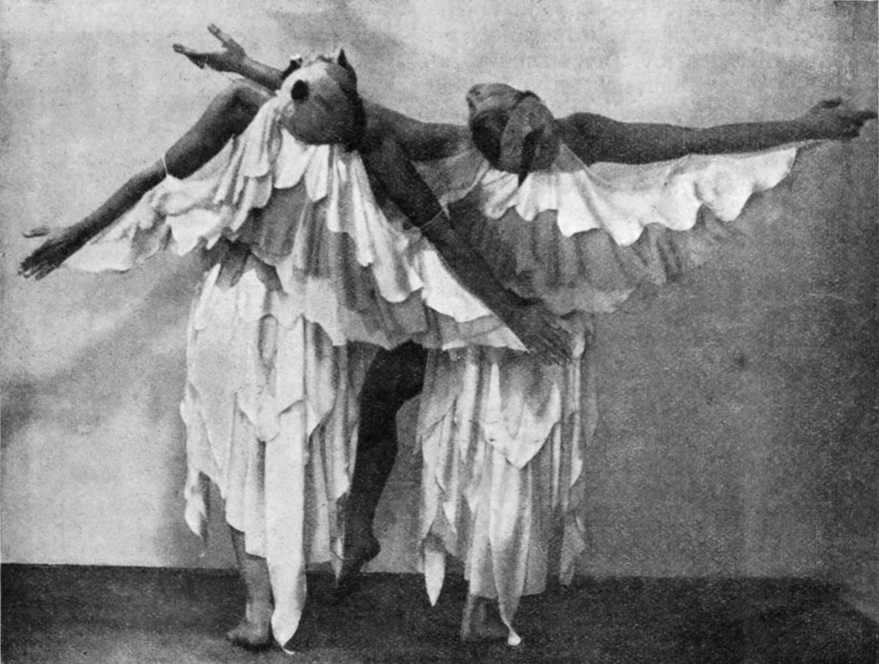
Scéna z baletu Podvečer parného dne, 1932

- Infantčiny narozeniny – libreto a choreografie podle pohádky Oscara Wilda, 1923 hudbu napsal F. Schrecker (verze 1923) a Iša Krejčí (verze 1926)
- Maurice Maeterlinck: Smrt Tintagilova (1925) – pohybová spolupráce
- Hračkové skříňky (1926) – choreografie
- Bohuslav Martinů: Kuchyňské revue (1927) – libreto a choreografie[6]
- Obrazy z velkoměsta (hudba Modest Petrovič Musorgskij, 1928)
- Manuel de Falla: Čarodějná láska, (1929) – choreografie Saša Machov
- Marionety (1929) – choreografie Saša Machov
- Loupežníci, hudba Jaroslav Křička (1930) – choreografie Saša Machov
- Zelená flétna, hudba Wolfgang Amadeus Mozart, (1931) – libreto a choreografie
- Nikolaj Nikolajevič Jevrejnov: Veselá smrt (1931) – role Pierota
- Václav Smetáček: Podvečer parného dne (1932) – toto představení bylo oceněno bronzovou medailí Académie Internationale de le Danse v choreografické soutěži v Paříži, 1932.
- Kolumbus taneční drama, libreto: Miloš Hlávka, hudba: E. Hohag – choreografie a titulní role
- Jaroslav Teklý: Královničky – libreto, choreografie
- František Bartoš: Škola žen, 1940 – libreto, choreografie
- Julius Zeyer: Radúz a Mahulena 1943, pohybová spolupráce a role Runy

hrála i v činohře:
- Karel a Josef Čapkové: Ze života hmyzu – role Tuláka 1938

## Spisy
- Výrazový tanec : taneční tvorba, Praha : IPOS-ARTAMA, 2002, ISBN 80-7068-106-3 – druhé vydání, včetně biografických a bibliografických údajů
- Nauka o pohybu : Odb. učeb. text pro pedagogy tance, Praha : SPN, 1975
- Výrazový tanec, Praha : Orbis, 1964
- Pantomima v tanci, Praha : Ústř. dům lid. umělec. tvořivosti, 1962
- Základy pohybové průpravy tanečníka a herce, Praha : Orbis, 1956